# Zofia Czerwińska
Zofia Czerwińska (Poznań, 1933. március 19. – Varsó, 2019. március 13.) lengyel színésznő.

## Fontosabb filmjei

### Mozifilmek
- A mi nemzedékünk (Pokolenie) (1955)
- Hamu és gyémánt (Popiół i diament) (1958)
- Gengszterek és filantrópok (Gangsterzy i filantropi) (1963)
- Ádám két bordája (Dwa żebra Adama) (1964)
- Három lépés a földön (Trzy kroki po ziemi) (1965)
- Tánc Hitler főhadiszállásán (Dancing w kwaterze Hitlera) (1968)
- Jeszcze słychać śpiew i rżenie koni... (1971)
- Öljétek meg a fekete bárányt! (Zabijcie czarną owcę) (1972)
- Poszukiwany, poszukiwana (1973)
- Obrazki z życia (1976)
- Szívvel, szerelemmel (Con amore) (1976)
- Motylem jestem, czyli romans 40-latka (1976)
- Barna férfi estidőben (Brunet wieczorową porą) (1976)
- Golem (1980)
- Maci (Miś) (1981)
- Okno (1983)
- Jeśli się odnajdziemy (1983)
- Oh, Karol! (Och, Karol) (1985)
- Rajska jabłoń (1986)
- A zongorista (The Pianist) (2002)
- Übü király (Ubu Król) (2003)
- Złoty środek (2009)
- Mniejsze zło (2009)
- Milczenie jest złotem (2010)
- Wojna żeńsko-męska (2011)
- Kanadyjskie sukienki (2013)
- Verliebt in Masuren (2018)

### Tv-filmek
- Aranykerék (Złote Koło) (1971)
- Zaklęty dwór (1976)
- A bábu (Lalka) (1978)
- Przed maturą (1981)
- Száz perc vakáció (Sto minut wakacji) (2001)
- Stacyjka (2004)

### Tv-sorozatok
- A harmadik határ (Trzecia granica) (1975, egy epizódban)
- Alternatywy 4 (1986, nyolc epizódban)
- Świat według Kiepskich (1999–2017, nyolc epizódban)
- Plebania (2004–2006, hat epizódban)